# Wilhelm von Champeaux
Wilhelm von Champeaux (auch Guillaume de Champeaux, Guglielmus de Campellis; * um 1070 in Champeaux, Frankreich; † 1121 in Châlons-en-Champagne) war ein französischer Bischof und Philosoph. Wilhelm war Schüler Manegolds von Lautenbach, Roscelins von Compiègne und Anselms von Laon sowie ein Freund Ivos von Chartres und Bernhards von Clairvaux.

## Leben
Wilhelm stammte aus einem kleinen Dorf namens Champeaux, 12 km östlich von Melun. Über seine frühen Jahre ist nichts bekannt.
Um 1100 begann er eine kirchliche Laufbahn, zunächst als Kanoniker in der Kathedrale Notre-Dame in Paris und Lehrer an der Domschule. Schon drei Jahre später, im Jahr 1103, erwarb er eines der drei Archidiakonate am Dom (nämlich das Archidiakonat von Brie) und stieg damit in eine hohe Position auf. Als Archidiakon betrieb Wilhelm mit Erfolg einen Dialektik-Lehrstuhl vor den Toren der Kathedrale und erwarb sich damit einen überregionalen Ruf, bis er von dem jungen Peter Abaelard in dieser Position attackiert und nachfolgend in seiner Position zunehmend in Frage gestellt wurde.
Im Jahr 1108 gab Wilhelm seinen Lehrstuhl auf und ging zu Ostern in eine Zelle des Klosters St. Victor am linken Ufer der Seine, vor den Toren von Paris, die man gerade unter Bischof Girbert zu einem großen Regularkanonikerstift ausbaute (Einweihung durch König Ludwig VI. im Jahr 1113). In Saint-Victor nahm Wilhelm vorübergehend seinen Unterricht in den Trivium-Wissenschaften wieder auf, wurde jedoch erneut von seinem Schüler Peter Abaelard attackiert. Dennoch blühte die Schule von Saint-Victor weiter auf und nahm in der Folge eine mystisch orientierte Richtung ein.
Im Jahr 1113 gab Wilhelm von Champeaux die Lehre in Paris auf und folgte dem Ruf auf den Bischofssitz von Châlons-en-Champagne. Als Bischof von Châlons setzte sich Wilhelm vehement für den Zölibat ein, als glühender Verteidiger der kirchlichen Investitur wurde er von Papst Kalixtus II. im Jahre 1119 als Legat zu den Verhandlungen von Mouzon geschickt.
Wilhelm war befreundet mit Bernhard von Clairvaux und soll acht Tage vor seinem Tod am 18. Januar 1122 als Monachus ad succurrendum, d. h. als Pflegling, in den Zisterzienserorden eingetreten sein.

## Werke
Lange Zeit galten die philosophischen Werke Wilhelms als verloren, erst in neuerer Zeit konnten einige seiner Schriften und Lehrsätze aus Einzelmanuskripten extrahiert werden, meist in anonymer Form. Es handelt sich um die Introductiones dialecticae, Kommentare zu Ciceros De inventione und seine Rhetorica ad Herrennium, um Kommentare eines Magisters G. zur Grammatik, angelehnt an die Glosulae zu Priscians Institutiones grammaticae. Auch im Liber Pancrisis werden einzelne Lehrsätze Wilhelm von Champeaux zugeschrieben. Das meiste dessen, was man über Wilhelms Philosophie weiß, entnimmt man jedoch den sicher nicht objektiven Angaben Peter Abaelards in seiner Historia calamitatum. Auch die theologischen Werke sind nur unvollständig überliefert: De origine animae, ein Liber sententiarum und ein Dialogus seu altercatio cujusdam Christiani et Iudaei.

## Universalienstreit
Der so genannte Universalienstreit zwischen Wilhelm von Champeaux und Peter Abaelard ging nach der Historia Calamitatum zugunsten des letzteren aus. Wilhelm war von den Schriften des Boethius beeinflusst und vertrat im Gegensatz zu seinem Lehrer Roscelin, einem extremen Nominalisten, einen gemäßigten Realismus:
Das Universale war für Wilhelm eine einzige identische Substanz. Da man jeder Substanz Akzidenzien zuordnete, musste Individualität aus den verschiedenen Akzidenzien hervorgehen. Diese These griff Abaelard in Saint-Victor an: Die Texte von Aristoteles, Porphyrius und Boethius zitierend, zeigte er, dass es offensichtlich unmöglich sei, dass zum Beispiel die Gattung Mensch identisch sei in Platon und in Sokrates, und dass ein vernunftloses Lebewesen nicht dasselbe sein könne wie ein vernunftbegabtes. Deshalb müsse man zugeben, dass Gegensätze in ein und derselben Substanz existierten. Für Wilhelm existierte das Universale ganz in jedem Individuum und obendrein vor den Sachen: Universalia ante rem. Dann, so argumentierte Abaelard, könne das Individuum, das durch seine Akzidenzien zusammengesetzt sei, nicht Subjekt sein, da das Subjekt ja vor den Akzidenzien existiere. Und: Die Indifferenz aufrechtzuerhalten, nämlich zu behaupten, dass bezüglich des Menschseins kein Unterschied bestehe zwischen Sokrates und einem anderen Menschen, das könne nicht sein. Andererseits, wenn sich Sokrates und Platon nicht im Menschen unterschieden, dann unterschieden sie sich auch nicht vom Stein. Mit diesen Argumenten führte Abaelard Wilhelm von Champeaux ad absurdum. An anderer Stelle, in seiner Dialektica, kritisierte Abaelard auch andere Haltungen Wilhelms, z. B. seine überstarke Anlehnung an die damals neu entdeckte Grammatik des Priscian.
Das Gedankenmodell, das Abaelard dem Realismus des Wilhelm von Champeaux entgegensetzte, ging einen Kompromiss zwischen extrem realistischen und nominalistischen Positionen ein und wurde auch als Konzeptualismus bezeichnet.
Obwohl Wilhelm seine Theorie von der Indifferenz schon zu Lebzeiten fallen ließ, wirkte sie stellenweise bis ins 13. oder 14. Jahrhundert fort.

## Zitat
„Damals kehrte ich zu ihm zurück, um Rhetorik bei ihm zu hören; abgesehen von mancherlei sonstigen gemeinsamen Disputationsversuchen brachte ich ihn durch unumstößliche Beweise dahin, dass er seine alte Lehre von den Universalien abänderte, ja gänzlich verwarf. Seine Lehre von der Gemeinsamkeit der Universalien bestand darin, dass er behauptete, ein und dieselbe Wesensbeschaffenheit sei in allen Einzeldingen ganz und zugleich, so dass diesen gewiss keine Verschiedenheit im Wesen zukomme, sondern nur eine Mannigfaltigkeit durch die Menge der Akzidenzien. Nun änderte er seine Lehre insofern, als er nicht mehr die Identität der Wesensbeschaffenheit behauptete, sondern nur ihre Ununterscheidbarkeit. Diese Frage galt aber bei den Dialektikern von jeher als eine der wichtigsten in der Lehre von den Universalien, so dass selbst Porphyrius in seinen Isagogen, als er über die Universalien schrieb, sie nicht zu entscheiden wagte, sondern nur sagte: 'Dies ist ein sehr weitläufiges Unternehmen.' Da nun Wilhelm von Champeaux in diesem Punkt seine Lehre geändert oder vielmehr unfreiwillig aufgegeben hatte, gerieten seine Vorlesungen dermaßen in Misskredit, dass man ihm kaum noch gestattete, die übrigen Lehrstücke der Dialektik zu lesen, als ob diese ganze Wissenschaft ihren Kernpunkt in dieser Lehre von den Universalien hätte ...“